# بوليكاربو ريبيرو دي أوليفيرا
بوليكاربو ريبيرو دي أوليفيرا (بالبرتغالية: Policarpo Ribeiro de Oliveira‏) الشهير باسم بولي (بالبرتغالية: Poly‏) (21 ديسمبر 1907 في كونسيكاو دي ماكابو، البرازيل – 1 مايو 1986) لاعب كرة قدم برازيلي راحل كان يجيد اللعب في مركز المهاجم .
شارك مع منتخب البرازيل في بطولة كأس العالم لكرة القدم 1930 التي أقيمت في الأوروغواي وخرج من الدور الأول .

## روابط خارجية
- بوليكاربو ريبيرو دي أوليفيرا على موقع الاتحاد الدولي (مؤرشف)  (الإنجليزية)
- بوليكاربو ريبيرو دي أوليفيرا على موقع قاعدة بيانات كرة القدم.إي يو (الإنجليزية)
- بوليكاربو ريبيرو دي أوليفيرا على موقع ناشيونال فوتبول تيمز (الإنجليزية)
- بوليكاربو ريبيرو دي أوليفيرا على موقع Soccerway.com (الإنجليزية)